# Juazeiro
Juazeiro város Brazíliában, Bahia államban. Lakosainak száma 237 821 fő (2022). Juazeiro Campo Formoso, Petrolina, Curaçá, Jaguarari, Lagoa Grande, Santa Maria da Boa Vista és Sobradinho községekkel határos.

## Népesség
A település népességének változása:
| Lakosok száma | 174 567 | 197 965 | 220 253 | 218 162 | 219 544 | 237 821 |
|               | 2000    | 2010    | 2016    | 2020    | 2021    | 2022    |